# Kosuke Yoshii
Kosuke Yoshii (吉井 孝輔 Yoshii Kosuke?), född 19 mars 1986 i Kagoshima prefektur, är en japansk fotbollsspelare.
Yoshii började sin karriär 2004 i Shonan Bellmare. 2006 flyttade han till Rosso Kumamoto (Roasso Kumamoto). Han spelade 209 ligamatcher för klubben. Efter Roasso Kumamoto spelade han för Kagoshima United FC. Han avslutade karriären 2019.